# Grochówka (kolonia)
Grochówka – kolonia w Polsce położona w województwie mazowieckim, w powiecie siedleckim, w gminie Zbuczyn.
W latach 1975–1998 miejscowość administracyjnie należała do województwa siedleckiego.